# Stalin Ortiz
Stalin Ortiz (Buenaventura, Valle del Cauca, 8 de febrero de 1981) es un jugador de baloncesto colombiano. Con 1.90 de estatura, su puesto natural en la cancha es el de escolta. Es economista graduado de la Universidad de Valparaiso.

## Trayectoria

### Universidad
Antes de dedicarse al baloncesto, Ortiz practicó fútbol en el América de Cali y en el Deportivo Cali.
En su época de jugador juvenil, el escolta se destacó en su Colombia natal como uno de los mejores prospectos del baloncesto de su país. Por ese motivo en 1998 comenzó a jugar con el equipo profesional de Toros del Valle. 
Al año siguiente partió hacia los Estados Unidos, incorporándose al equipo de los Three Rivers Riders, el cual representaba al Three Rivers Community College de Poplar Bluff, Misuri, en los torneos de la NJCAA. Al completar sus dos años allí, fue reclutado por los Valparaiso Crusaders, lo que significó un salto hacia la Missouri Valley Conference de la División I de la NCAA. En sus temporadas como júnior y sénior tuvo muchas posibilidades de jugar en el equipo titular, promediando finalmente 12.4 puntos, 4.8 rebotes y 1.2 asistencias por partido. 

### Profesional
Al graduarse de la universidad, Ortiz regresó a Colombia para jugar en la liga profesional local. Actuó en Ciudad Bolívar, Piratas de Bogotá e Indervalle. 
En 2006 recibió una oferta para jugar en Arabia Saudita, pero por el papeleo legal finalmente no pudo viajar a ese país. En consecuencia aceptó jugar en la Argentina como parte de los Estudiantes de Bahía Blanca de la Liga Nacional de Básquet. De ese modo, Ortiz llegó a su nuevo destino con un contrato temporario para sumarse a un equipo que no tenía más aspiraciones que evitar el descenso a una categoría inferior. Su aporte ofensivo, sin embargo, fue crucial para mejorar el juego colectivo de los bahienses, motivo por el cual renovó su contrato hasta final de temporada (aunque terminó abandonando el equipo en febrero de 2007 ante la posibilidad -que luego terminaría frustrada- de fichar con el Autocid Burgos de España). En lo individual, el escolta terminó la temporada 2006-07 siendo el máximo anotador del torneo argentino. Causó gran impresión especialmente su actuación del 29 de octubre de 2006, en la que encestó 50 puntos en una victoria de su equipo por 109 a 85 ante Deportivo Madryn, lo que lo convirtió en el tercer máximo anotador de la década en un solo juego.
Culminada su experiencia en Argentina, en marzo de 2007 se unió a los Trotamundos de Carabobo de la Liga Profesional de Baloncesto de Venezuela. Sin embargo sólo permaneció un mes allí. En julio de ese año, Ortiz cumplió con su objetivo de arribar al baloncesto europeo, siendo contratado por el Scandone Avellino de la Serie A de Italia. El jugador no pudo adaptarse al ritmo de competencia que le planteaba la liga, por lo que terminó relegado al banco de suplentes y promedió en la temporada apenas 5.8 puntos por partido. 
En 2008 retornó a Colombia para incorporarse a los Islanders de San Andrés. Posteriormente regresó a Venezuela como refuerzo de los Toro de Aragua, jugó luego en su país la Copa Fastbreak con EMCALI y más tarde pasó a Argentina como ficha del Regatas Corrientes. De cualquier manera, a diferencia de su experiencia anterior en las tierras más australes de Sudamérica, esta vez Ortiz no alcanzó el rendimiento que había alcanzado durante su tiempo con los Estudiantes de Bahía Blanca, por lo que, tras sólo 6 encuentros oficiales con los correntinos, fue cortado y sustituido por Bruno Zanotti.
El escolta regresó a su país en 2010 y, durante la siguiente década, se consolidó como una de las máximas figuras del baloncesto local, actuando en diversos equipos como Arrieros de Medellín/Orgullo Paisa, Guerreros de Bogotá, Bambuqueros del Huila, Piratas de Bogotá, Cóndores de Cundinamarca y Team Cali.
A mediados de 2021 dejó de competir profesionalmente para pasar a hacerse cargo de S9 Basket, una academia de baloncesto de la cual es responsable. Con ese equipo jugó varios torneos amateurs, hasta que en abril de 2023 volvió a la Liga Profesional de Baloncesto de Colombia como refuerzo de los Búcaros.

### Selección nacional
Ortiz actuó con la selección de baloncesto de Colombia tanto a nivel juvenil como a nivel mayor. 
Estuvo presente en cuatro ediciones del Campeonato Sudamericano de Baloncesto (2006, 2010, 2012 y 2016), en la FIBA AmeriCup de 2017 y en los XX Juegos Centroamericanos y del Caribe entre otros torneos.  